# روبرت مور (ممثل)
روبرت مور (بالفرنسية: Robert Moor)‏ هو ممثل فرنسي، ولد في 17 يوليو 1889 في روان في فرنسا، وتوفي في 23 ديسمبر 1972 في سوريسن في فرنسا.

## أعمال

### أفلام
- (1935) لا بانديرا[2]

## وصلات خارجية
- روبرت مور على موقع IMDb (الإنجليزية)
- روبرت مور على موقع ألو سيني (الفرنسية)
- روبرت مور على موقع قاعدة بيانات الأفلام السويدية (السويدية)
- روبرت مور على موقع قاعدة بيانات الفيلم (الإنجليزية)
- روبرت مور على موقع كينوبويسك (الروسية)